# Мареккья
Маре́ккья (устар. Аримин, Мареккиа; лат. Ariminus, Maricla; итал. Marecchia) — река в Италии, впадает в Адриатическое море, протекает по территории провинции Ареццо в области Тоскана и провинции Римини в области Эмилия-Романья. Длина реки составляет 73 км. Площадь водосборного бассейна — 602 км². Средний расход воды в устье с 1991 по 2011 года — 7,30 м³/с.
Мареккья начинается в горном массиве Альпе-делла-Луна на юго-востоке Тоскано-Эмилианских Апеннин, потом пересекает Монтефельтро и в низовье выходит на равнинную Романью, впадая в Адриатическое море на территории города Римини. Генеральным направлением течения реки является северо-восток. Вдоль реки проходит античная дорога ведущая в верховья долины Тибра. В Римини Мареккью пересекает мост Тиберия, построенный в начале нашей эры.
Один из основных притоков — Ауза.